# Nomia candida
Nomia candida är en biart som beskrevs av Smith 1875. Nomia candida ingår i släktet Nomia och familjen vägbin. Inga underarter finns listade i Catalogue of Life.